# Moles d'Alpont
Les Moles d'Alpont (o Muelas de Alpuente, en castellà) és una unitat del relleu formada per una sèries de muntanyes de forma tabular o mola intercalades amb valls i foies situada a la comarca de la Serrania, al País Valencià. Comprèn els municipis d'Alpont (d'on pren el nom), Ares dels Oms, la Iessa i Titaigües.
L'altiplà que dóna suport al conjunt es troba a una altitud mitjana no inferior als 700 msnm, mentre que en el sector septentrional trobem altituds pròximes als 1.500 msnm, relleus de l'entorn de Javalambre, com la Serra del Sabinar. L'àrea de les Moles d'Alpont està delimitada per la ja esmentada serra de Javalambre pel nord, el Sabinar per l'est, la Serra d'Alcotas pel sud-est, la serra del Remei pel sud-oest i el profund canó o gorga format pel riu Túria a l'oest.
El conjunt geomorfològic té el seu origen en l'erosió diferenciada generada pels nombrosos barrancs que el recorren i han construït aquest característic relleu tabular. Les principals altures són Muela del Buitre (1.548 msnm) entre els llogarets de Losilla i el Collado, el Cerro del Poyo (1.469 msnm) entre el Collado i el Hontonar, i la Muela de Santa Catalina (1.318 msnm) a Ares dels Oms. Entre les moles existeixen diverses foies com la de la Almeza al nord-oest, la de Losilla al nord, el Campo de Aras a l'oest, la Hoya de Canales, Hoya de Maz i la de Titaigües al sud o la de la Iessa a l'est.
Pel que fa a la xarxa hidrològica, els barrancs i rambles que drenen aquesta unitat formen part de la conca del Túria i travessen de nord a sud. Destaquen el barranc del Reguer que naix als peus de la mola de la Moratilla i transcorre la foia d'Alpont fins desembocar a la rambla d'Arquela. O la rambla de Baldovar, també tributària de l'Arquela. Per l'oest està la rambla de Canales que drena la foia del mateix nom.